# نوترینو سترون
نوترینو سترون یا نوترینو نازا ذره بنیادی (فرمیون-نوترینو) فرضی است که با هیچ یک از نیروهای بنیادی مدل استاندارد (مگر گرانش) برهمکنش ندارد. صفت سترون در نوترینو سترون به چم نازایی است و بیانگر آن است چنین نوترینوهایی وارون نوترینوهای کارا (active neutrinos)  با نیرو ضعیف برهمکنش ندارند.
در برخی از گسترشهای مدل استاندارد مانند (ν
MSM)در کنار سه تبار نوترینوی کارا، سه نوترینوی سترون نیز در شمار گرفته می‌شوند که سبکترین آنها می‌تواند ذرهٔ مادهٔ تاریک باشد. این گسترش بازنمایی هم دربارهٔ ناتقارنی مادهٔ باریونی دارد.
تعداد رده های نوترینو سترون نامشخص است.
نوترینوهای سترون در برابر عملگر کایرالیتی (دست‌سانی) راستگرد هستند. گروه تقارنی {\displaystyle SU(2)_{L}} 
را ایزواسپین ضعیف می‌خوانند. زیروند L نشانگر آن است که هموندان (=عضوهای) این گروه تنها هنگامی که بر سازندهای (=موٰلفه‌های) دست‌سان چپگرد اثر کنند، پاسخ ناصفر می‌دهند. از این رو سازندهای دست‌سان راستگرد نسبت به تبدیلهای ایزواسپین ضعیف یکتایی هستند. نوترینوهای سترون نیز از آنجا که دربرابر تبدیلهای گروه ایزواسپین ضعیف یکتایی هستند، نمی‌توانند با نیروی ضعیف برهمکنش داشته باشند. سازندهای چپگرد و راستگرد دیگر فرمیونهای مدل استاندارد در سازوکار هیگز از راه پتانسیل یوکاوا در هم می‌آمیزند و جرمدار می‌شوند. ولی نوترینوهای سترون چون در برابر برهمکنش ضعیف یکتایی هستند نمی‌توانند در سازوکار هیگز وارد شوند و جرم بزایند. 